# .co
.co域名是ICANN为哥伦比亚共和国分配的國家及地區頂級域（ccTLD）的域名。.co域名目前由互联网信息服务机构中立星（Neustar，又译纽思塔）运营管理。

## 理解
.co域名可以延伸出company（公司）、co.ltd（有限公司）、corporation等多种含义。而在.com趋近于饱和的情况下，很多人选择用.co域名代替.com域名。

## 里程碑
2010年7月20日，面向全球开放注册。
2016年2月，.co域名注册量宣布达到200万，五年增长700%。
2018年6月19日，正式通过中华人民共和国工业和信息化部的审批，成为首个在中国大陆运营合规的海外国家顶级域。

## 通过中国工信部审批
2018年6月19日，中华人民共和国工业和信息化部宣布，同意纽思塔（北京）科技有限公司成为“.co”顶级域域名注册管理机构，即同意.co域名在中国大陆正常运营。这是除中华人民共和国国家顶级域“.cn”以外，首个通过中国工信部审批的国家顶级域。文件中，中国工信部对运营.co域名的Neustar提出了八点要求，规定他们必须遵守这些要求。要求包括定期报送相关数据、遵守当地法律法规等。
半年前，中国工信部出台新规，指定只有通过他们审批的顶级域名，才能正常申请ICP备案，并在中国境内的服务器上运营国内网站。
对此，.CO Internet的注册局解决方案总监柯瑞丝（Crystal Peterson）表示：“中国的.co域名用户终于跨过了最后一道门槛。.co后缀的域名已经获得在华运营的所有资质，可享受与中国国家顶级域.cn，以及全球著名顶级域.com、.biz同等的待遇。”

## 评价

### 正面评价
有媒体和域名投资者认为，因为co是company、corporation等多个单词的首字母，以.CO后缀结尾的域名将会深受全球大型科技企业青睐，也是主宰业界未来初创企业的热门之选。
目前，已经有多个知名企业启用.co域名进行跳转或搭建网站，比如Twitter启用t.co域名作为短网址缩略服务。

### 负面评价
也有媒体认为，.co在中国大陆的促销价低，以及与.com的相似性，将会导致该域名被滥用。当.cm域名推出的时候，它和.com域名同样差一个字母，当“o”键出现故障，或是粗心按错，就会输入成.cm。做山寨网站的人会看重这一点。有些域名投资者担心.co域名重蹈覆辙。